# Приворот (железнодорожная станция, Вологодская область)
Приворот — упразднённый населённый пункт (железнодорожная станция) в Чагодощенском районе Вологодской области.
Входит в состав Избоищского сельского поселения, с точки зрения административно-территориального деления — в Избоищский сельсовет.
Расстояние по автодороге до районного центра Чагоды — 34 км, до центра муниципального образования деревни Избоищи — 10 км. Ближайшие населённые пункты — Лукино, Пахомиха, Приворот.
По данным переписи в 2002 году постоянного населения не было.
24.04.2024 упразднена.